# L'estate che conobbi il Che
L'estate che conobbi il Che è un romanzo di Luigi Garlando edito dalla Rizzoli e pubblicato nel 2015

## Trama
È il 2014, l'anno dei Mondiali di calcio. Cesare è un ragazzo sereno, figlio di un ricco amministratore di un'azienda, con cui vive assieme alla madre, medico chirurgo e sua sorella maggiore, una fashion blogger. Nutre inoltre un profondo affetto verso il nonno, un falegname chiamato da lui "poeta del legno", poiché dalle sue mani nascono meravigliose creazioni. Per ora le preoccupazioni di Cesare si limitano perlopiù alle partite a cui assiste nella splendida sala cinema della sua enorme villa. Il giorno del suo dodicesimo compleanno, però, l'amato nonno non si presenta alla festa, il che appare piuttosto strano, in quanto gli aveva promesso uno splendido regalo. Corre a casa sua, oltre la collina, e lo vede trasportato via da un'ambulanza. Il mondo di Cesare viene improvvisamente scosso, ma c'è un dettaglio che turba ulteriormente il ragazzo: un tatuaggio sul braccio del nonno. Di chi è quel volto impresso sulla pelle che assomiglia tanto a Gesù Cristo? Dopo qualche ricerca scopre che appartiene ad un certo Ernesto Che Guevara. Ha lo sguardo acceso, occhi di fuoco che contemplano l'orizzonte. Perché il nonno si è tatuato il viso di quell'uomo? Inizierà così l'avventura di Cesare, alla scoperta di un personaggio straordinario. Grazie alle parole appassionate del nonno il ragazzo imparerà a guardare la realtà con occhi consapevoli e a prendere coscienza di ciò che accade attorno a lui. La rivoluzione cambierà il cuore di Cesare che imparerà finalmente a sentire su di sé gli schiaffi presi dagli altri.

### Scopo dell'autore
Con questo romanzo Luigi Garlando vuole avvicinare i ragazzi alla conoscenza di Ernesto Guevara, soffermandosi su alcuni aspetti del suo carattere forte, come la passione che lo spingeva ad attaccare le difficoltà che la vita gli presentava, piuttosto che fuggirle. L'estate che conobbi il Che non è un romanzo biografico, ma la storia di un ragazzo normale, che vive ai giorni nostri, nel pieno della crisi economica. Cesare non ha mai provato la sofferenza, né la povertà, e la sua vita è piena di solidi pilastri, fino a un improvviso malore del nonno. Quest'ultimo giocherà un ruolo fondamentale nella vita del nipote: attraverso il racconto della vita e della gesta del Che, farà di Cesare un uomo, il quale imparerà finalmente ad essere consapevole di ciò che accade attorno a lui. Lo scopo dell'autore è proprio quello di rendere consapevoli i ragazzi, attraverso la conoscenza delle esperienze vissute da Che Guevara. 